# Mikuláš Vymětal
Mikuláš Vymětal (* 1. června 1971 Praha) je farář Českobratrské církve evangelické a její celocírkevní farář pro humanitární aktivity, menšiny a lidi sociálně vyloučené.
Je synem Jana Vymětala. K víře přišel díky babičce, když se přišel podívat do společenství, do něhož patřila. Studoval evangelickou teologii v magisterském a následně doktorském studiu v Praze a také v Izraeli. Od roku 2001 se také angažuje v otázce LGBT věřících. Věnuje se mezináboženskému dialogu a otázkám národnostních a jiných menšin. Často je také hostem či účastníkem různých lidskoprávních akcí v České republice. Spolupořádá například Dny proti rasismu. Spolupracoval rovněž s portálem Náboženský infoservis na přípravě mezináboženského kalendáře. Připravil k vydání knihu Pijte z něho všichni: kostel u sv. Martina ve zdi a víra v něm o evangelickém kostele svatého Martina ve zdi, kniha vyšla v roce 2014.
V letech 1998–1999 absolvoval vikariát (bohosloveckou praxi) ve sboru Českobratrské církve evangelické v Nymburce a 28. listopadu 1999 byl v evangelickém kostele v Libici nad Cidlinou ordinován synodním seniorem Pavlem Smetanou. Působil jako farář v evangelických sborech v Praze na Vinohradech a v Horních Počernicích, jako seniorátní farář pro mládež Pražského seniorátu a jako farář ve sboru v Berouně. Od 1. září 2015 působí jako celocírkevní farář pro humanitární aktivity, menšiny a lidi sociálně vyloučené.
Jeho manželkou je husitská farářka Eva Vymětalová Hrabáková.

## Církevní služba v datech
- 1. října 1998 – 31. srpna 1999 vikář v Nymburce
- 1. září 1999 – 30. června 2000 farář v Praze na Vinohradech
- 1. října 2000 – 30. září 2005 farář v Praze v Horních Počernicích
- 1. října 2005 – 10. listopadu 2013 seniorátní farář pro mládež Pražského seniorátu
- 11. listopadu 2013 – 11. listopadu 2020 farář v Berouně
- od 1. září 2015 celocírkevní farář pro humanitární aktivity, menšiny a lidi sociálně vyloučené